# Carlos Aguilera (Fußballspieler, 1964)
Carlos Aguilera, vollständiger Name Carlos Alberto Aguilera Nova, (* 21. September 1964 in Montevideo, Uruguay) ist ein ehemaliger uruguayischer Fußballspieler.

## Karriere

### Verein
Der je nach Quellenlage 1,64 Meter oder 1,66 Meter große Aguilera begann seine sportliche Laufbahn auf Vereinsebene 1980 zunächst beim uruguayischen Verein River Plate Montevideo. Explizit wird ihm eine Kaderzugehörigkeit in den Jahren 1981 und 1982 zugeschrieben. In den Saisons 1984 und 1985 war er für Nacional Montevideo aktiv. 1985 legte er für eine Spielzeit eine Zwischenstation in Kolumbien bei Independiente Medellín ein. Im selben Jahr, aber auch im Folgejahr wird er dann wieder im Kader Nacionals geführt. Sodann stand er in der Saison 1986/87 in elf Spielen (ein Tor) für das argentinische Team Racing Club Avellaneda auf dem Platz. 1987 war er erneut Spieler Nacionals. Es folgte ein Wechsel nach Mexiko. Dort sind für ihn 34 Einsätze bei Tecos in der Spielzeit 1987/88 der Primera División verzeichnet, bei denen er insgesamt neun Treffer erzielte. 1988 kehrte Aguilera zurück in sein Heimatland, wo er bis in die Saison 1989 für Club Atlético Peñarol auflief. Ab der Spielzeit 1989/1990 ging er seiner Profession in Europa nach. Dort spielte er bis einschließlich der Saison 1991/29 beim italienischen Erstligaaufsteiger CFC Genua, für den er in diesem Zeitraum 33 Tore bei 96 Erstligaeinsätzen schoss. Die Spielzeiten 1992/93 und 1993/94 verbrachte er in Reihen des FC Turin. Mit den Turinern, für die er bei 37 Einsätzen in der Serie A zwölfmal traf, gelang ihm in der ersten Saison der Gewinn der Coppa Italia 1992/93. Nach dieser Zeit führte sein Weg 1994 abermals zu Peñarol. Eine Vereinszugehörigkeit ist für ihn bei den Montevideanern bis 1999 verzeichnet. Bis einschließlich der Clausura 1998 werden dort 56 Einsätze und elf Tore für ihn ausgewiesen. In diesem Zeitraum gewannen die Aurinegros in den Jahren 1994, 1995, 1996, 1997 und 1999 jeweils die uruguayische Meisterschaft.
In der Copa Libertadores avancierte er durch seine zwischen den Jahren 1983 und 1998 gelegenen Auftritte mit Nacional und Peñarol zu den Rekordtorschützen dieses Wettbewerbs und rangiert mit 23 erzielten Toren unter den in dieser Hinsicht zwanzigst erfolgreichsten Spielern der Copa. 1989 war er mit zehn Torerfolgen Torschützenkönig des Turniers, gleichauf mit Raúl Vicente Amarilla.
Am 24. Juni 2000 beendete „Pato“ Aguilera seine Karriere mit einem mit 6:2 gewonnenen, im Estadio Centenario ausgetragenen Abschiedsspiel Peñarols gegen eine Auswahlmannschaft.

### Nationalmannschaft
Bereits bei der Junioren-Fußballweltmeisterschaft 1981 und der Junioren-Fußballweltmeisterschaft 1983 kam Aguilera für Uruguays Juniorennationalelf bei insgesamt sieben Turnierspielen zum Zug und erzielte dabei vier Treffer. Auch an der U-20-Südamerikameisterschaft 1983 nahm er teil und wurde mit einer Trefferausbeute von sieben Toren Torschützenkönig des Turniers, bei dem er mit dem uruguayischen Team den zweiten Rang belegte. Im Verlaufe des Turniers wurde er von Trainer José Etchegoyen siebenmal eingesetzt.
Der Stürmer war Mitglied der Celeste, für die er zwischen 1982 und 1997 insgesamt 65 Länderspiele absolvierte und bei denen er 23 mal ins gegnerische Tor traf. Die RSSSF geht dagegen von lediglich 64 Spielen und 22 Toren im Zeitraum 22. Februar 1982 bis 16. November 1997 aus. Danach debütierte er beim Nehru Cup in der Begegnung gegen die chinesische Elf und bestritt sein letztes Spiel gegen Ecuador im Rahmen der WM-Qualifikation für das Turnier 1998. 1983 war er am Gewinn der Copa América beteiligt und gleichauf mit Jorge Burruchaga und Roberto Dinamite mit einer Torausbeute von drei Treffern Rekordtorschütze des Turniers. Auch bei der Copa América 1989 gehörte er dem uruguayischen Kader an und absolvierte vier Spiele. Zudem nahm er an der Fußball-Weltmeisterschaft 1986 und am WM-Turnier 1990 teil. Bei seiner ersten WM kam er nicht zum Einsatz. 1990 sind vier Partien mit seiner Beteiligung geführt. Überdies wirkte er am William Poole Cup 1984, an der Copa Artigas 1985, dem Kirin Cup 1985, dem Marlboro Cup 1986, dem Stanley Rous Cup 1990 und der Copa Inca 1993 mit.

### Erfolge

#### National
- Uruguayischer Meister: 1994, 1995, 1996, 1997 und 1999 (5×)
- Coppa Italia: 1992/93

#### International
- Copa América 1983
- Nehru Cup 1982
- Torschützenkönig der U-20-Fußball-Südamerikameisterschaft 1983
- U-20-Vize-Südamerikameister